# Charles-Emmanuel II
Pour les articles homonymes, voir Charles-Emmanuel.
Charles-Emmanuel II, né à Turin le 20 juin 1634, mort à Turin le 12 juin 1675, est duc de Savoie et prince de Piémont de 1638 à 1675. Il est le fils de Victor-Amédée Ier, duc de Savoie et prince de Piémont, et de Christine de France.

## Biographie
Il succède à l'âge de quatre ans à son frère François-Hyacinthe et sa mère Christine de France, sœur de Louis XIII, exerce la régence, malgré les contestations de ses deux beaux-frères Maurice et Thomas, soutenus par le royaume d'Espagne dans un contexte de Guerre franco-espagnole.
Majeur en 1648, il est fidèle à l'alliance française, protège les arts et le commerce, fait élever la ville neuve et le palais royal de Turin, et construit en 1652 le chemin de la Grotte sur la montagne des Échelles pour le transport des marchandises de France en Italie.
Lors des Pâques vaudoises de 1655, après l'intervention de l'ambassadeur anglais Samuel Morland, lorsque l'ambassadeur de France à Turin pousse à la paix, Charles-Emmanuel II de Savoie accorde finalement aux vaudois des «patentes de grâce» et un pardon général, désavouant le chef militaire sur le terrain, le marquis de Pianezza. Ces mesures sont cependant retardées par l'imminence de la Restauration anglaise, Oliver Cromwell ayant beaucoup soutenu les vaudois, et il faut attendre dix ans pour que voit le jour la Patente de Turin, qui renouvelle l'esprit de la Paix de Cavour, signée un an plus tôt.
Le duc épouse en premières noces le 4 mars 1663 Françoise-Madeleine d'Orléans, fille de Gaston d'Orléans et de Marguerite de Lorraine dont il n'a pas de postérité.
Il se remarie à Turin le 20 mai 1665 avec Marie-Jeanne-Baptiste de Savoie (1644-1724), fille de Charles-Amédée de Savoie, duc de Nemours et d'Élisabeth de Bourbon, fille de César de Bourbon, duc de Vendôme (fils légitimé du roi Henri IV de France) et de Françoise de Lorraine-Mercœur. Marie-Jeanne-Baptiste est la dernière représentante (et héritière) de la branche des Genevois-Nemours, duchesse de Genève et d'Aumale.
Il meurt en 1675 à l'âge de 40 ans et sa femme assure la régence.

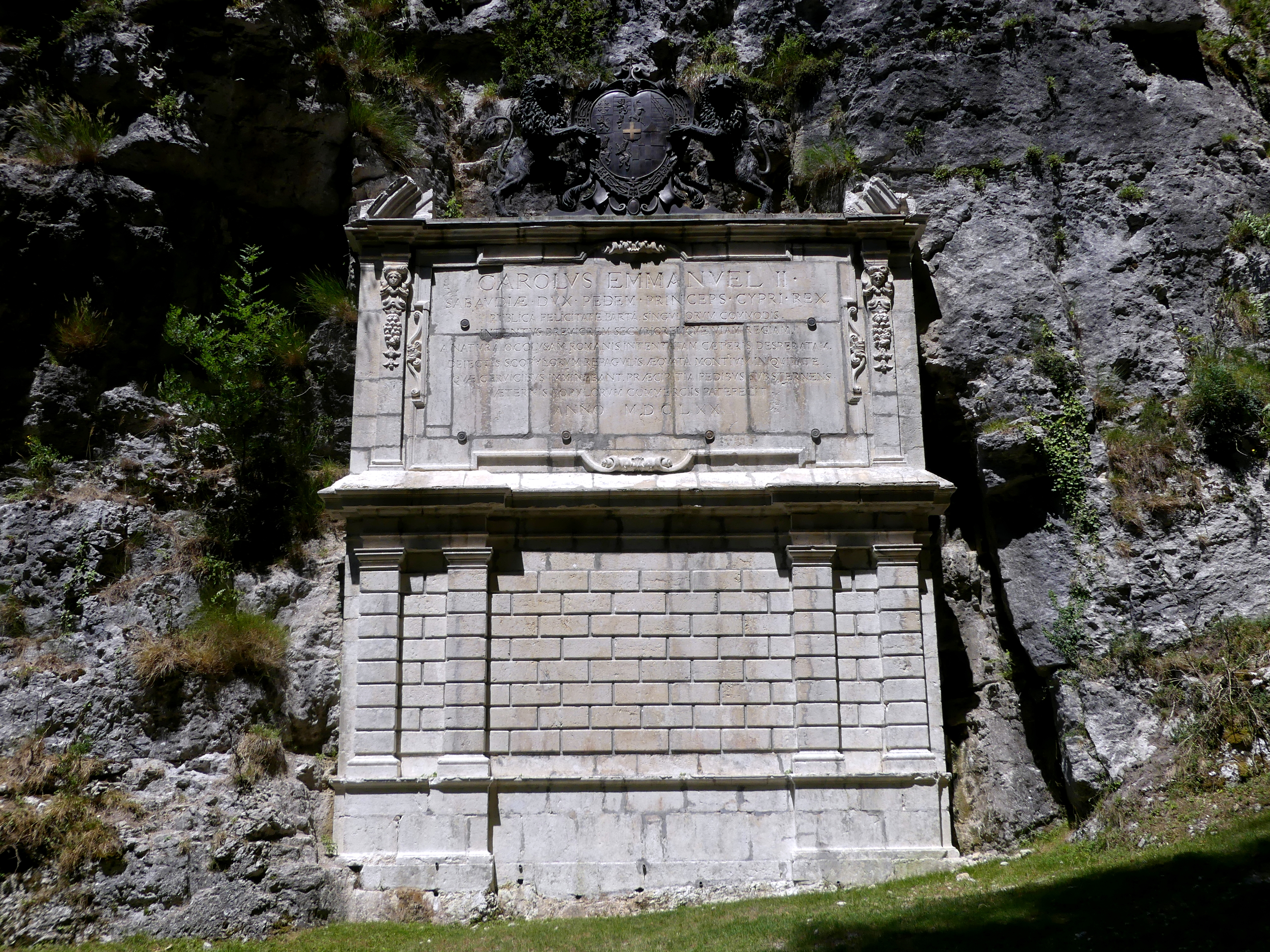
La stèle marquant la rénovation de la Route Royale en 1652 à Saint-Christophe, à l'entrée du Grand Goulet.
« Charles Emmanuel II, duc de Savoie, prince de Piémont, roi de Chypre, après avoir assuré la félicité publique, s'être occupé de l'avantage de tous, renversant ici les barrières opposées par des rochers escarpés et menaçants, aplanissant les inégalités des montagnes, comblant les précipices, sous les pieds des voyageurs, a ouvert cette voie royale, plus courte, plus sûre, fermée par la nature, vainement entreprise par les Romains, abandonnée par d'autres, maintenant offrant à jamais un libre accès au commerce des peuples. »

### Union et postérité
Charles-Emmanuel se marie deux fois. En 1663, il épouse Françoise-Madeleine d'Orléans, il n'y a pas de postérité. Elle meurt l'année suivante. De son second mariage, avec Marie-Jeanne-Baptiste de Savoie, il a Victor-Amédée II (1666-1732), qui lui succède.
Il a également plusieurs enfants illégitimes, dont Victor-Amédée-Joseph, fils de Jeanne-Marie de Carné-Trécesson, dite Mlle de Trécesson, maîtresse du duc et nièce de la marquise du Plessis-Bellière. Il devient abbé de l'abbaye de Sixt en 1693.